# 松下宏
松下 宏（まつした ひろし、1951年 - ）は自動車評論家、日本カー・オブ・ザ・イヤー選考委員。

## 来歴・人物
群馬県前橋市生まれ。群馬県立中央高等学校、立命館大学産業社会学部を卒業後、自動車業界紙「ユーストカー」記者、自動車雑誌やアウトドア誌の編集者を経てフリーの評論家として独立。「カーセンサー」「中古車情報」など人気自動車雑誌誌上で活躍中。元々、庶民的な視点で評論するスタイルをとってきたが、最近は安全装備面を重視する傾向が見られる。新車と中古車の購入ガイドやローン・保険など車に関する経済情報に詳しい。趣味はプロレス観戦と映画鑑賞で、カレーが大好物。クルマテレカのコレクターとしても知られ、今まで集めた数は数千枚にも達する（同じ種類のカードを保存用と交換用の2枚ずつ持つのが持論らしい）。
毎年実施される日本カー・オブ・ザ・イヤーでは、独自の視点で投票することで知られ、流行や話題性に左右されない評価軸は近年の自動車評論家の中においては貴重な存在と言える。また、愛車も独特な選択をする傾向にあり、過去にはダイハツ・パイザーを所有していた。

## 主な著書
- 「間違いだらけの中古車選び」（90～94年度版）
- 「間違いだらけの中古外車選び」
- 「お金をかけずにクルマを楽しむ本」
- 「クルマの経費を半分にする本」
- 「100万円得するカーライフ節約術」
- 「RVとはどんなクルマか？」